# Dusona chechziri
Dusona chechziri är en stekelart som beskrevs av Hinz och Horstmann 2004. Dusona chechziri ingår i släktet Dusona och familjen brokparasitsteklar. Inga underarter finns listade i Catalogue of Life.